# Guillaume Bonne-Âme
Guillaume Bonne-Âme (Guillelmus Bona-Anima), mort le 9 février 1110, est abbé de Saint-Étienne de Caen (1070-1079), puis archevêque de Rouen à partir de 1079.

## Famille
Issu des Flaitel, une famille d'aristocrates normands, Guillaume Bonne-Âme est le fils de Radbod, évêque de Sées (1025-1032).
Sa mère est une sœur ou une belle-sœur de Gérard Flaitel. Il est le cousin de Guillaume, évêque d'Évreux (1046-1066),. Par Gérard Flaitel, il est apparenté à Gautier Ier Giffard, Raoul de Gacé et Hugues de Gournay.
Le surnom « Bonne-Âme » lui a été attribué par Orderic Vital.

### Début de carrière
Il est chanoine et archidiacre, peut-être dès 1050, sous l’archiépiscopat de Maurille,. Il semble être celui qui signe après l'évêque d'Évreux la charte de fondation de Lyre vers 1050. 
Le 29 juin 1056 se tient une réunion entre l'archevêque Maurille, Lanfranc, prieur du Bec « et plusieurs autres hommes d'une profonde sagesse » pour enquêter sur les relations difficiles dans l'abbaye de Saint-Évroult entre l'abbé Thierry de Mathonville et son prieur Robert de Grandmesnil. Guillaume fait peut-être partie de la délégation, étant archidiacre de Maurille à cette époque.
Il effectue l'année suivante, en compagnie de Thierry de Mathonville, Herbert de Montreuil et Gondulf de Rochester, futur évêque de Rochester, un pèlerinage à Jérusalem,. 

### L'école du Bec - un cercle d'intimes
À son retour, il démissionne de l'archidiaconat et devient moine au Bec,, où il sera l’élève de Lanfranc. Selon la Vita Lanfranci, Guillaume vient à Caen entre 1058 et 1063 pour demander que Lanfranc soit son mentor dans la vie monastique. Ayant pris l'habit de moine à Caen, la récente fondation de l'abbaye et la construction en cours des bâtiments l'oblige à aller au Bec pour suivre son instruction sur l'ordre. Il y fera la connaissance d'Anselme, futur archevêque de Cantorbéry, avec qui il entretiendra une correspondance nourrie. Il y fera également la connaissance de Guillaume de Beaumont, futur abbé du Bec et d'Ernost, futur évêque de Rochester.

### Abbé de Saint-Étienne de Caen

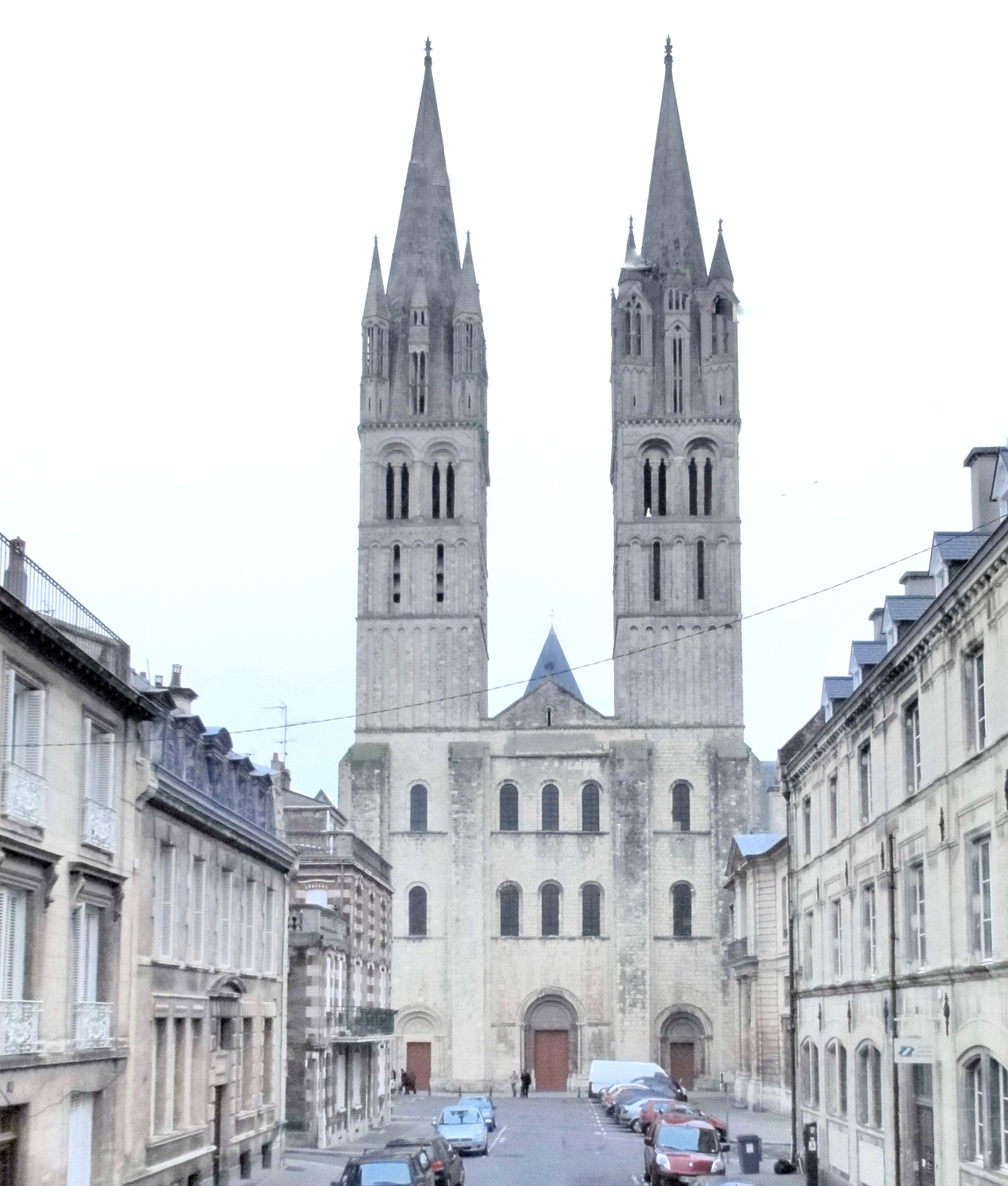
L'abbatiale Saint-Étienne de Caen.

En 1063, il devient maître des novices de l'abbaye Saint-Étienne de Caen. Il apprend auprès de Lanfranc la philosophie, la règle bénédictine et ses interprétations ainsi que la politique abbatiale. Ayant passé sept ans à ses côtés, Lanfranc joue « un rôle capital dans le développement personnel, spirituel, intellectuel et administratif de Guillaume ». Il devient ensuite prieur puis succède à l'abbatiat en 1070, à la suite du départ de Lanfranc pour Cantorbéry. Guillaume demande conseil à Lanfranc dans le choix du nouveau prieur. Il lui propose Ernost, qui a comme lui également été au Bec avant de venir à Caen.
Il poursuit l'accroissement du temporel engagée par Lanfranc avec l'acquisition des propriétés autour de l'abbaye de manière méthodique ainsi que la construction des bâtiments de l'abbaye, notamment le transept et la nef de l'abbatiale. La dédicace de l'église se fait le 13 septembre 1077, en présence de son prédécesseur Lanfranc et du roi Guillaume le Conquérant.
Il aurait été enquêteur dans l'affaire de la minorité de Raoul III Taisson.

### Archevêque de Rouen

#### Sous Guillaume le Conquérant (1079 - 1087)
Il devient archevêque de Rouen, sur nomination de Guillaume le Conquérant, en juillet 1079. Il paraît probable pour David S. Spear que Lanfranc a joué un rôle dans la nomination de Guillaume, vacant à la suite de la mort de Jean d'Ivry. Le pape réformateur Grégoire VII hésite à le reconnaître, car son élection n'est pas canonique. En 1080, le nouvel archevêque envoie à Rome une mission afin de régler cette question. Le pape préfère ne pas entrer en conflit avec le Conquérant, qui réforme l'Église anglaise, et le reconnaît archevêque de Rouen. Cette même année, il est avec Lanfranc présent à la cour du roi Guillaume à Bonneville-sur-Touques et témoin d'une charte en faveur de l'abbaye de Lessay.
En 1087, Bonne-Âme est présent au chevet du lit de mort de Guillaume le Conquérant. Il préside cette année un synode à Lillebonne pour imposer une vie stricte aux prêtres et inciter le respect de la Trêve de Dieu. Il préside en 1083 les funérailles de la duchesse Mathilde à la Trinité de Caen puis en 1087 celles de Guillaume le Conquérant à Saint-Étienne de Caen.

#### Sous Robert Courteheuse (1087 - 1106)
Après l'élection de Guillaume de Montfort-sur-Risle à l'abbatiat du Bec, il lui accorde sa bénédiction le 10 août 1094.
Il est possible qu'il soit l'auteur d'un célèbre essai anonyme attribué autrefois à un « Normand anonyme d'York », mais qui a probablement été compilé à Rouen vers 1100. Cet essai exalte la fonction royale, revendiquant que l'onction reçue par le roi est un sacrement qui fait de lui un prêtre-roi, un Christus domini, un saint.
Il se voit céder en fief par Philippe Ier, roi de France, l'abbaye Saint-Mellon de Pontoise. Il excommunie Gilbert de Boury, puissant châtelain du Vexin français qui a usurpé Gisors avant 1105. Son fils Raoul restitue la terre en présence des vassaux de l'archevêque réunis à Vesly le 28 mai 1105.

#### Sous Henri Beauclerc (1106 - 1110)
Le 17 décembre 1107, Guillaume ordonne dans la cathédrale 244 diacres et 120 prêtres, parmi lesquels figure Orderic Vital.
Durant son épiscopat, il fait démolir les restes de la basilique Saint-Étienne, seule reste la cathédrale Notre-Dame. Il fait reconstruire le cloître canonial et les maisons du chapitre. Il paraît probable qu'il agrandit la bibliothèque. En effet, son successeur Geoffroi le Breton rédigera le premier catalogue et nombre des 58 volumes cités ont surement été acquis durant son long archiépiscopat. Il avait par ailleurs contribué à enrichir la bibliothèque de l'abbaye de Caen. 
On sait par Orderic Vital qu'il s'est consacré « sans trêve au mystère sacré de la messe » et a été un promoteur du culte à saint Romain. Guillaume a organisé une translation des reliques dans la cathédrale et présentées dans un somptueux reliquaire. Il décrète que sa fête sera célébrée dans le diocèse le 23 octobre et ordonne par décret une procession tous les ans. Il serait également à l'origine de la foire du Pardon ou foire Saint-Romain. 
Il fait également construire un manoir près de la collégiale des Andelys, possession des archevêques. 
Il meurt le 9 février 1110,. Il est inhumé dans le chapitre de la cathédrale,, au chevet de la salle capitulaire.